# Chileranthemum
- Commons
- Wikispecies

Chileranthemum Oerst., segundo o Sistema APG II, é um gênero botânico da família Acanthaceae, natural do México.

## Sinonímia
- Trybliocalyx Lindau

## Espécies
O gênero apresenta quatro espécies:
- Chileranthemum lottiae
- Chileranthemum pyramidatum
- Chileranthemum trifidum
- Chileranthemum violaceum
- «Lista das espécies»

## Nome e referências
Chileranthemum Oerst., 1854.

## Classificação do gênero
| Sistema | Classificação                       | Referência            |
| ------- | ----------------------------------- | --------------------- |
| APG II  | Ordem Lamiales, família Acanthaceae | APweb, versão 9, 2008 |